# François Busschop
François-Jacques Busschop (Brugge, 2 januari 1763 – aldaar, 16 september 1840), meestal bekend als Busschop-Breydel, was een hoge magistraat onder de Franse republiek, het keizerrijk en de monarchie.

## Levensloop
Zijn vader, Jan Busschop (1721-1790), was goudsmid en dreef handel in het Hoefijzer op de hoek van de Steenstraat en het West-Vleeshuis (nu Simon Stevinplein 21). Het uurwerk in het fronton van het 18de-eeuwse huis dateert wellicht uit de tijd van Busschop, die ook uurwerken verkocht. Het pand behoorde al sedert het begin van de achttiende eeuw aan de familie Busschop.
In 1761 trouwde Jan Busschop met de veel jongere Marie-Ferdinande de Saint-Moulin (Sirault, 1737 – Brugge, 1820), afkomstig uit de streek van Bergen. Ze hadden acht kinderen (zes meisjes en twee jongens), waarvan Frans de oudste was.
Frans Busschop doorliep de middelbare school bij de augustijnen in Brugge en trok daarna naar Leuven, waar hij in 1782 tweede werd in het concours van de Artes, waarvan zijn klasgenoot Frans Jozef Beyts de primus werd. Hij zette zijn studies verder en werd in augustus 1785 licentiaat in burgerlijk en canoniek recht. Hij vestigde zich in een huis toebehorend aan zijn ouders, het Haezeken, in de Noordzandstraat, met een bijgebouw in de Korte-Zilverstraat naast de herberg Den Beer. Hij werd advocaat bij de Raad van Vlaanderen en trad in 1788 op als raadgever voor de Brugse ambachten. Hij behoorde in 1790 tot de actieve patriotten, werd secretaris van het Comité Generael Patriotique en tijdens het jaar 1792, laatste Oostenrijks bestuur, was hij raadpensionaris van de stad Brugge.
Midden dat jaar overleed de vader. François werd voogd van zijn nog minderjarige broer en drie zusters. De boedelbeschrijving toonde aan dat het gezin er warmpjes voor zat, want het batig saldo bedroeg 4.259 pond, waarbij dan nog het huis in de Noordzandstraat, te schatten op 800 pond, niet was gerekend. Een groot deel van de activa bestond uit goud en zilver (2.373 pond), diamanten (598 pond) winkelwaar, waaronder twee gouden zakhorloges (219 pond) en contanten (254 pond).
Tijdens de eerste Franse overheersing (november 1792 – maart 1793) behoorde Busschop tot de aanhangers van de 'nouvelles idées' (nieuwe ideeën). Hij sloot zich aan bij het Genootschap der Vrienden van Eendracht, Vrijheid en Gelijkheid, de zogenaamde 'Jacobijnse Club', maar speelde er een bescheiden rol.
In het voorlopig bestuur van de stad was zijn aandeel groter. Op 1 december 1792 werd hij verkozen tot voorlopig vertegenwoordiger en behoorde tot de kleine bestuurskern die uitgesproken Fransgezind was en bestond uit Jan-Baptist van Severen als voorzitter, Anselme de Peellaert als ondervoorzitter en Jacques Devaux en Busschop als secretarissen.
Dit voorlopig bestuur splitste zich op in comités en zo was er een wetgevend comité waarvan de juristen Jan van Severen, Karel de Schietere de Caprijke, Bernard De Deurwaerder, Jacques Devaux, Jacques van de Walle en ook Busschop deel uitmaakten. Alle beslissingen die werden genomen, de verslagen die over de bijeenkomsten werden gehouden, de uitnodigingen die werden verstuurd, droegen de handtekening van Busschop. Toen op 8 december 1792 een grote manifestatie werd georganiseerd op de Grote Markt, waarbij elkeen een eed van trouw zwoer aan de revolutionaire vertegenwoordigers, tekende Busschop mee onderaan elk individueel biljet van eedaflegging.
Op 2 februari 1793 werd hij aangesteld als een van de twintig commissarissen van de stad, in een samenstelling die iets méér Fransgezind was, maar toch nog heel wat leden uit de traditionele kringen telde. Gelet op zijn activiteiten werd, na de terugkeer van de Oostenrijkers in maart 1793, zijn naam vermeld, net als die van zijn toekomstige schoonbroer Frans Livinus Breydel, op een lijst van in het oog te houden 'clubisten'. Naast de naam Busschop werd geschreven: 'très suspect' (zeer verdacht). Hij bleef niettemin, in tegenstelling tot Van Severen en een aantal anderen die naar Frankrijk vluchtten, gewoon in de stad en stelde zich discreet op, ver van het publieke forum.
Op 19 mei 1796 trouwde Busschop met de elf jaar jongere Isabelle-Cécile Breydel (1774-1851). Zij was een bekende Bruggelinge, als zus van de luitenant van de 'Vlaamsche Dragonders' Charles Breydel, die in augustus 1790 als 'patriot' bij Waulsort was gesneuveld. Zijn dood was aanleiding geweest tot indrukwekkende manifestaties en godsdienstige plechtigheden, die door Jozef Van Walleghem in geuren en kleuren werden beschreven. De naam Breydel klonk in Brugge en daarbuiten beter dan die van Busschop, zowel door de herinnering aan Jan Breydel, de man van de Guldensporenslag en de Brugse Metten, als wegens de held van 1790. Volgens een ruim in gebruik komende gewoonte, tekende Frans na zijn huwelijk meestal als Busschop-Breydel. Het gezin kreeg vier zonen.

## Rechter in Cassatie
Zijn carrière begon ondertussen een hoge vlucht te nemen. Begin 1795 werd hij officier municipal en greffier de la trésorerie (zoveel als schepen voor financies) van Brugge en werd tegen het einde van het jaar tevens rechter bij de burgerlijke rechtbank van het departement van de Leie. In oktober 1795 werd hij namens het gemeentebestuur aan de twee notabelen van het ancien régime Robert Coppieters en Charles de Schietere Caprijke toegevoegd voor het bestuur van het Sint-Janshospitaal.
Weldra werd hij tot een hoger ambt geroepen door zijn benoeming in april 1798 als rechter in het Tribunal de Cassation in Parijs, twee jaar later gevolgd door zijn bevordering tot raadsheer in het Hof van Cassatie. Wie hem had opgemerkt of aanbevolen is niet bekend, misschien zijn studiegenoot Frans Jozef Beyts die sedert begin 1797 in Parijs verbleef als lid van de Raad van Vijfhonderd of misschien Jean-François Baret, voormalig openbaar aanklager in Brugge, die begin 1798 lid was geworden van de Conseil des Anciens, secretaris zelfs van deze assemblee, en beiden konden dus hun invloed in Parijs aanwenden. Het gezin Busschop-Breydel verhuisde naar Parijs en nam ook de schoonmoeder Catherine Breydel-Van Vyve mee, die in 1822 aldaar zou overlijden.
In functie van zijn rechtersambt kreeg Busschop in 1804 de Légion d'honneur en in mei 1808 werd hij, samen met de meeste van zijn collega's, bij de eerste reeks adellijke verheffingen tot de empireadel verheven, met de erfelijke titel ridder.

## Na het keizerrijk
In 1814 koos Busschop de kant van de monarchie, bleef de Franse nationaliteit behouden en werkte verder als raadsheer bij het Hof van Cassatie.
Toen hij in 1828 vijfenzestig werd vroeg hij het emeritaat aan en kwam met zijn vrouw en hun twee in leven gebleven zoons aan de Sint-Annarei in Brugge wonen, waar hij zijn lidmaatschap bij de Société Littéraire hernam.
Hij vond in Brugge veel familie terug, zoals enkele van zijn zussen en hun echtgenoten, evenals heel wat verwanten.
Gezien hij voor de Franse nationaliteit had geopteerd, was zijn Franse adelsverheffing rechtsgeldig gebleven. Het feit dat hij tot aan zijn dood zijn wettelijke woonplaats in Rijsel had, toont aan dat hij aan dit Franse staatsburgerschap hield, wellicht vanwege het pensioen. Dit belette niet dat hij zich in de lokale politiek mengde en op 9 juli 1829 mee aanzat aan het 'Constitutioneel Banket' dat als protest tegen Willem I van Oranje plaatsvond en in Brugge het startsein gaf voor wat de Belgische Revolutie zou worden.

## Nakomelingen
Zijn oudste overlevende zoon, Paul Busschop (Parijs, 1799 - Brugge, 1877), droeg de geërfde riddertitel. Hij trouwde in 1825 in Brugge met zijn nicht Maria Bouvy, dochter van gemeenteraadslid en koopman in linnen Pierre-Leopold Bouvy (1773-1856) en van Marie-Elisabeth Busschop, zus van François Busschop. Ze kregen drie kinderen: Emile Busschop (° 1827), die de Franse nationaliteit aannam in 1857 en zich vestigde als ingenieur in Villeneuve-Saint-Georges, Elodie Busschop (1832-1857) en Eugène Busschop (1836-1846). Van Paul Busschop verscheen postuum een boek: Recherches sur le jeu du solitaire, oeuvre posthume du Chevalier Paul Busschop, publiée par les soins de son frère Jules Busschop (Brugge, Daveluy, 1879, 346 blz.).
De jongste zoon, Jules Busschop (Parijs, 1810 – Brugge, 1896), toondichter en dichter, droeg de adellijke titel niet meer. Hij bleef ongehuwd.